# Цветана Манева
Цветана Георгиева Манева е българска театрална и киноактриса и политик. Председател е на Съюза на артистите в България от 1986 до 1989 година. Почетен професор на Нов български университет (2003). Народен представител в българския парламент от 1976 до 1990 година и кандидат-член на ЦК на БКП (1981 – 1990).

## Биография
Родена е на 30 януари 1944 г. в семейството на известния пловдивски драматичен актьор Георги Манев.
През 1966 г. завършва актьорско майсторство във ВИТИЗ в класа на професор Моис Бениеш.
Дебютира в ролята на Еболи („Дон Карлос" – Фр. Шилер) (1967) в Пловдивския драматичен театър, където играе до 1979 г., когато се присъединява към трупата на Театър „Сълза и смях“ (1979 – 1991) и в Драматичен театър „Н. О. Масалитинов“ в Пловдив, Драматичен театър „Невена Коканова“ в Ямбол и Общински драматичен театър „Апостол Карамитев“ в Димитровград (1992 – 1993) и ТР „Сфумато“ (1993 – 1999). Играе в постановките на Театър 199: „Спорни сцени'81“ от Едвард Радзински, „Смъртта и момичето“ от Ариел Дорфман, „Монолози за вагината“ от Ева Енслър, „...И човекът стана жива душа“ от Дейвид Хеър, „КОКО“ от Саня Домазет, „Хората от Оз“ от Яна Борисова. Участва още в театър „Сфумато“ и Младежки театър „Николай Бинев“.
На Стената на славата пред Театър 199 има пано с нейните отпечатъци.
Член на СБФД (1974) – в УС. Първи заместник-председател на САБ (1982) и и.д. председател (1986 – 87).
Преподавател по актьорско майсторство в Театрален колеж „Любен Гройс“ (1993 – 2001).
Член на британското Шекспирово дружество.
Художествен директор на театралното издание на международния фестивал „Варненско лято“.
Има множество роли в театъра: в пиеси на Еврипид, Шекспир, Молиер, Ибсен, Йовков, Стриндберг и др., но е по-известна с ролите си в киното: играла е в над 50 български филма.
Преди промените през 1989 г. Манева е била народна представителка в 7-о, VIII народно събрание и IX народно събрание; била е член на Пленума на Комитета за култура и на управителния съвет на Съюза на филмовите дейци. През 1982 г. е удостоена със званието „народна артистка“.
Манева е избирана и два поредни мандата за кандидат-член на ЦК на БКП – на XII и XIII конгрес.
През 2004 г. получава орден „Стара планина“ за големите ѝ заслуги в областта на българския театър и кино и по повод 60 години от рождението ѝ. През същата година Манева е удостоена и със званието Почетен гражданин на град Пловдив.
През 2018 г. участва в музикален клип на Азис.
Работи като преподавател по актьорско майсторство в Нов български университет.

## Награди и отличия
- Заслужил артист (1975).
- Народен артист (1982).
- „Награда за женска роля“ за ролята на (Катето) от филма Трудна любов (Варна, 1974).
- „Награда за женска роля на САБ“ за ролята на (Нора) в пиесата Нора.
- Орден „Стара планина“ за заслуги в областта на българския театър и кино и по повод 60 години от рождението ѝ (2004).
- „Почетен гражданин на Пловдив“ (2004).
- Награда „Аскеер“.
- Награда „Икар“ на Съюза на артистите в България „за поддържаща женска роля“: за ролята на (Клитемнестра) в „Електра“, Театър „София“
- Награда за цялостно творчество на фестивала „Златна роза“ (Варна, 2014).[6]
- Награда „Аскеер“ за цялостен принос към театралното изкуство (2022)[7]

## Театрални роли
- Еболи в „Дон Карлос“ от Фридрих Шилер
- „Спорни сцени'81“ от Едвард Радзински
- „Смъртта и момичето“ от Ариел Дорфман
- персонаж в „Монолози за вагината“ от Ева Енслър
- „...И човекът стана жива душа“ от Дейвид Хеър
- „КОКО“ от Саня Домазет
- „Хората от Оз“ от Яна Борисова
- „Опера за три гроша“ от Бертолд Брехт
- „Три сестри“ от Антон Чехов
- Жулиета в „Ромео и Жулиета“ от Уилям Шекспир
- Албена в „Албена“ от Йордан Йовков
- Сима в „По пътя“ от Виктор Розов
- Нора в „Нора“ от Хенрик Ибсен
- Фру Алвинг в „Призраци“ от Хенрик Ибсен
- Гитъл Моска в Двама на люлката от У. Гибсън
- Селимена в Мизантроп от Молиер
- Джулия в „Двамата веронци“ от Уилям Шекспир
- Беатриче в „Много шум за нищо“ от Уилям Шекспир
- Калуша в „Босилек за Драгинко“ от Константин Илиев
- Марица Ангелова в „През октомври без теб“ от Константин Илиев
- жената в „Нирвана“ от Константин Илиев
- Медея в „Медея“ от Еврипид
- госпожица Юлия в Госпожица Юлия от Аугуст Стриндберг
- Вирджиния Улф в „Кой се страхува от Вирджиния Улф“ от Едуард Олби
- Бланш в „Трамвай „Желание““ от Тенеси Уилямс
- Антигона в „Антигона“ от Жан Ануи
- баба Велика в „Падането на Икар“
- баба Велика в „Луда трева“ от Йордан Радичков
- Княгина Марина във „Вуйчо Ваньо“ от Антон Чехов
- жената в „Януари“ от Йордан Радичков
- Женя в „А утрините тук са тихи“ по Б. Василиев
- Мод в „Харолд и Мод“ от Колин Хигинс
- Султана в „Преспанските камбани“ по Димитър Талев
- Бернарда Алба в „Домът на Бернарда Алба“ от Федерико Гарсия Лорка

## Телевизионен театър
- „Коловоз“ (1989) (Владимир Арро) – Нели
- „Разсед“ (1988) (Димитър Начев)
- „Призраци“ (1988) (Хенрик Ибсен), 2 части
- „Двама на люлката“ (1987) (Уилям Гибсън) – балерината Гитъл Моска
- „Под тревожните върхове“ (1986) (Драгомир Асенов)
- „Съединението“ (1985) (Пелин Пелинов), 3 части
- „Дежурната администраторка слуша“ (1985) (Борис Тъжнев)
- „Процесът Стамболийски“ (1985) (Пелин Пелинов), 2 части
- „Камбани“ (1984) (Генадий Мамлин)
- „Сказание за хан Аспарух, княз Слав и жреца Терес“ (1982) (Антон Дончев), 6 части
- „Жена премина кръстопътя“ (1980) (Антон Антонов-Тонич)
- „Пластове“ (1977) (Петър Кольовски)
- „В деня на сватбата“ (1966) (Виктор Розов)

## Филмография
| Година      | Филми и Сериали                                               | Серии  | Копродукции              | Роля                                                   |
| ----------- | ------------------------------------------------------------- | ------ | ------------------------ | ------------------------------------------------------ |
| 2018        | Далеч от брега                                                |        |                          |                                                        |
| 2018        | Скъпи наследници (тв сериал)                                  | 180    | България                 | баба Злата                                             |
| 2014        | Досието Петров                                                |        | България/Франция         | майката на Мария                                       |
| 2013 – 2014 | Фамилията (тв сериал)                                         | 39     |                          | Рени Ковачева                                          |
| 2011 – 2016 | Под прикритие (тв сериал)                                     | 60     |                          | Цвета Андонова                                         |
| 2010        | Зад кадър                                                     |        |                          | майката на Диана                                       |
| 2004        | Единствената любовна история, която Хемингуей не описа        |        |                          |                                                        |
| 2004        | Изпепеляване                                                  |        |                          | майката на Калина                                      |
| 2003        | Една калория нежност                                          | 2 ч.   |                          | майката на Надежда                                     |
| 2002        | Лист отбрулен                                                 |        |                          | леля Гичка                                             |
| 2001        | Съдбата като плъх (тв)                                        |        | България/Македония       | приятелка на бащата                                    |
| 2001        | Версенжеторикс (Vercingétorix) Друиди (алтернативно заглавие) |        | Франция/Канада/Белгия    | майката на Версенжеторикс                              |
| 1997        | Ловджийска чанта (Il carniere)                                |        |                          |                                                        |
| 1996        | Платено милосърдие                                            |        |                          | маркизата                                              |
| 1996        | Дон Кихот се завръща (Дон Кихот возвращается)                 | 2 ч.   | Русия/България           | донна Тереза                                           |
| 1996        | Нечиста кръв (Necista krv)                                    |        | ФР Югославия             | майката на Софка                                       |
| 1995        | Търкалящи се камъни                                           |        | България/Франция         | Мария                                                  |
| 1994        | Честна мускетарска (тв)                                       |        |                          | Мадлен                                                 |
| 1991        | Брътвежите на родилката (Les caquets de l'accouchée)          |        | Франция                  |                                                        |
| 1989        | Брачни шеги                                                   | 6 нов. |                          | съпругата на доцент Стефанов (в новелата „Спасението“) |
| 1987        | Нощем по покривите (тв сериал)                                | 2      |                          | журналистката Диана Пеева                              |
| 1987        | Мечтатели                                                     |        |                          | Вела Благоева                                          |
| 1987        | Ненужен антракт                                               |        |                          | Благовеста Радева                                      |
| 1986        | Поема                                                         |        |                          | Мира                                                   |
| 1985        | Похищение (Porwanie)                                          |        | Полша/България           | майката на Цветанка                                    |
| 1985        | Не се сърди човече                                            |        |                          | Майчето                                                |
| 1985        | Забравете този случай                                         |        |                          | Мария, жена на Петров и секретарка на кмета            |
| 1985        | Търси се съпруг за мама                                       |        |                          | майката                                                |
| 1985        | Ян Бибиян                                                     |        |                          | майката на Ян Бибиян                                   |
| 1984        | Мечтание съм аз... (тв)                                       |        |                          |                                                        |
| 1984        | Откога те чакам                                               |        |                          | сестра Цветана Николова                                |
| 1984        | Опасен чар (тв)                                               |        |                          | инспектор Ватева                                       |
| 1984        | Наследницата (тв)                                             |        |                          | Ватева, следователка                                   |
| 1984        | Издирва се... (тв)                                            |        |                          | Милкана                                                |
| 1984        | Дело 205/1913 П. К. Яворов                                    |        |                          | Мина                                                   |
| 1984        | Кутията на Пандора (тв)                                       |        |                          | следователка                                           |
| 1983        | Черно-бяло                                                    |        |                          | Жана                                                   |
| 1983        | За една тройка...?!                                           |        |                          | Несторова                                              |
| 1982        | Почти ревизия (тв сериал)                                     | 4      |                          | барманката Василена Василева                           |
| 1982        | Под едно небе (Под одним небом)                               |        | СССР/България            | Мария                                                  |
| 1981        | Мера според мера (тв сериал)                                  | 7      |                          | Тъша, Бела Ица                                         |
| 1981        | Мера според мера                                              | 3      |                          | Тъша, Бела Ица                                         |
| 1981        | Милост за живите                                              |        |                          | д-р Филипова                                           |
| 1980        | Дами канят                                                    |        |                          | Пехливанова                                            |
| 1980        | Въздушният човек                                              |        |                          |                                                        |
| 1980        | Нощните бдения на поп Вечерко (тв)                            |        |                          | Милка                                                  |
| 1978        | Пътят към София (Путь к Софии) (тв сериал)                    | 5      | България/СССР            |                                                        |
| 1978        | Войната на таралежите (тв сериал)                             | 5      |                          | класната, другарката Добрева                           |
| 1978        | Служебно положение ординарец (тв)                             |        |                          | Царицата                                               |
| 1977 – 1982 | Четвъртото измерение (тв сериал)                              | 6      |                          | Светла Божкова, скулпторка                             |
| 1977        | Басейнът                                                      |        |                          | Дора                                                   |
| 1977        | Хирурзи                                                       |        |                          | д-р Панова, жената на Константин                       |
| 1977        | Изгори, за да светиш (тв сериал)                              | 7      | България/Италия/СССР/ГДР | Вера                                                   |
| 1976        | Вината                                                        |        |                          | Снежа Хариева                                          |
| 1976        | Да изядеш ябълката                                            |        |                          | Мария Стамова, бивша партизанка                        |
| 1975        | Буна                                                          |        |                          | учителката Зора                                        |
| 1975        | Началото на деня                                              |        |                          | Мария                                                  |
| 1975        | Сватбите на Йоан Асен                                         | 2      |                          | Анна-Мария, дъщеря на унгарския крал Андраш II         |
| 1974        | Последният ерген                                              |        |                          | Йорданка                                               |
| 1974        | Синята лампа                                                  | 10     |                          | Джина (в Vс. „Танго с Фани“)                           |
| 1974        | Трудна любов                                                  |        |                          | Екатерина Наумова                                      |
| 1973        | Иван Кондарев                                                 | 2      |                          | Дуса                                                   |
| 1972        | Голямата скука                                                |        |                          | Грейс                                                  |
| 1973        | Последната дума                                               |        |                          | учителката                                             |
| 1972        | Трета след Слънцето                                           | 2      |                          | Лия (в новелата „Моят първи ден“)                      |
| 1972        | Автостоп                                                      |        |                          | момичето                                               |
| 1968        | Шведските крале                                               |        |                          | жената на Благо                                        |
| 1967        | Най-дългата нощ                                               |        |                          | секретарката на германците                             |
| 1963        | Калоян                                                        |        |                          | Деница                                                 |
| 1962        | Зеленото чудовище (Das grüne Ungeheuer)                       |        | ГДР                      | кубинка (в I серия „Erste Folge“)                      |

- Възстановителна репетиция (2005) – реж. Светослав Овчаров (документален)